# Sattula-Ilveskallio
Sattula-Ilveskallio este o arie protejată (arie specială de conservare — SAC, sit de importanță comunitară — SCI) din Finlanda întinsă pe o suprafață de 48 ha, integral pe uscat.

## Localizare
Centrul sitului Sattula-Ilveskallio este situat la coordonatele 61°01′16″N 24°19′27″E / 61.0211°N 24.3242°E.

## Înființare
Situl Sattula-Ilveskallio a fost declarat sit de importanță comunitară în august 1998 pentru a proteja 1 specie de plante. Situl a fost protejat și ca arie specială de conservare în aprilie 2015.

## Biodiversitate
Situată în ecoregiunea boreală, aria protejată conține 4 habitate naturale: Cursuri de apă de la nivel de câmpie la nivel montan, cu vegetație Ranunculion fluitantis și Callitricho-Batrachion, Izvoare fino-scandinave și mlaștini produse de izvoare bogate în minerale, Taiga vestică, Păduri fino-scandinave bogate în ierburi cu Picea abies.
La baza desemnării sitului se află o specie protejată de  plante: Diplazium sibiricum.
Pe lângă speciile protejate, pe teritoriul sitului au mai fost identificate 4 specii de plante.